# أسولت كيوب
أسولت كيوب (AssaultCube)، سابقًا آكشن كيوب (ActionCube)، وهي لعبة فيديو حرة ومفتوحة المصدر من نوع تصويب منظور الشخص الأول، مبنية على لعبة كيوب (Cube) وتستخدم نفس محركها، كيوب إينجين (Cube Engine). على الرغم من أن التركيز الرئيسي في أسولت كيوب هو اللعب المتعدد عبر الإنترنت، إلا أن هناك وضع لاعب واحد وذلك بإضافة مجموعة من البوتات (اللاعبين الآليين).
تستخدم أسولت كيوب عرض النطاق بشكل فعال، مما يسمح بنقل البيانات بسرعة بين اللاعبين، وبالتالي تشغيل اللعبة بسرعات اتصال منخفضة تصل إلى 56 كيلوبت/ثانية. بالإضافة إلى كون حجم اللعبة صغير جدًا (50 ميغابايت)، وهي متوفرة لكل من مايكروسوفت ويندوز، ماك أو أس، لينكس، فري بي إس دي، والأندرويد.
بالإضافة إلى ذلك، يمكن تشغيل اللعبة على أجهزة الكومبيوتر القديمة (بينتيوم 3 أو أعلى) وذلك بعد ضبط الإعدادات لتناسب هذه الأجهزة.